# Екстравагантність

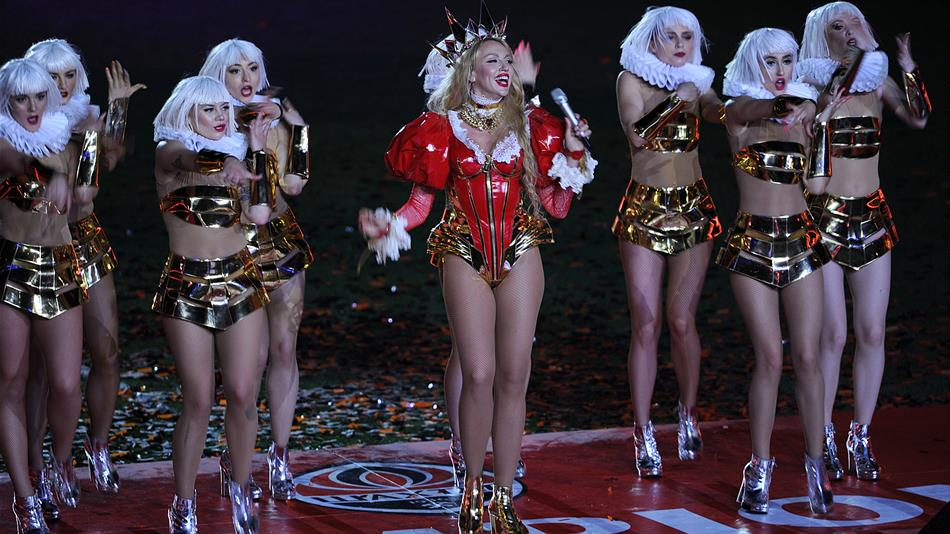
Оля Полякова на концерті «Королева ночі», 2019 рік

Екстравагантність (ексцентричність) — прагнення бути незвичайним, бажання виділитися з натовпу. Рідше — природна схильність до ексцентричних форм поведінки, пов'язаних з незвичайним стилем життя або оригінальним сприйняттям навколишньої реальності. 
Екстравагантністю часто відрізняються поети, художники, музиканти та інші представники творчих професій. Зустрічаються екстравагантні політики. Екстравагантність іноді містить елемент виклику традиційним звичаям або уявленням суспільства, і тому далеко не усіма вітається. Те, що раніше здавалося екстравагантним і переслідувалося, з часом втрачає свою незвичайність і вже нікого не дивує. Така доля спіткала рок-н-рол і мініспідниці.

## Дивись також
- Фрик